# Kozárovce
Kozárovce (hongrois : Garamkovácsi) est un village de Slovaquie situé dans la région de Nitra.

## Histoire
Première mention écrite du village en 1075.

## Démographie

### Évolution de la population
| Année:               | 1994. | 2004.   | 2014.   | 2024.   |
| -------------------- | ----- | ------- | ------- | ------- |
| Nombre de personnes: | 1865  | 1963    | 2012    | 2080    |
| Différence:          |       | +5,25 % | +2,49 % | +3,37 % |

| Année:               | 2023. | 2024.   |
| -------------------- | ----- | ------- |
| Nombre de personnes: | 2089  | 2080    |
| Différence:          |       | -0,43 % |